# Libertas Football Club 1908-1909
Questa pagina raccoglie i dati riguardanti il Libertas Football Club nelle competizioni ufficiali della stagione 1908-1909.

## Rosa
| N. |                   | Ruolo | Calciatore          |
| -- | ----------------- | ----- | ------------------- |
|    | Italia (bandiera) | A     | Americo Albonico    |
|    | Italia (bandiera) | P     | Achille Ceresa      |
|    | Italia (bandiera) | A     | Aldo Cevenini (I)   |
|    | Italia (bandiera) | C     | Mario Cevenini (II) |
|    | Italia (bandiera) | D     | Ciovini             |
|    | Italia (bandiera) | C     | Carlo Galetti       |

| N. |                     | Ruolo | Calciatore            |
| -- | ------------------- | ----- | --------------------- |
|    | Italia (bandiera)   | P     | Pasquale Lissone      |
|    | Italia (bandiera)   | A     | Lucchetti (I)         |
|    | Italia (bandiera)   | C     | Luigi Pedraglio (II)  |
|    | Italia (bandiera)   | A     | Stefano Schiantarelli |
|    | Svizzera (bandiera) | A     | E. Weiss (I)          |
|    | Svizzera (bandiera) | A     | G. Weiss (II)         |

### Giornali sportivi
- Gazzetta dello Sport, stagione 1908-1909, consultabile presso le Biblioteche:
  - Biblioteca Civica di Torino;
  - Biblioteca Nazionale Braidense di Milano,
  - Biblioteca Civica Berio di Genova,
  - Biblioteca Nazionale Centrale di Firenze.
  - Non presente all'Emeroteca del CONI di Roma perché la raccolta parte dal settembre 1928.